# 48736 Ехіме
48736 Ехіме (48736 Ehime) — астероїд головного поясу, відкритий 27 лютого 1997 року.
Тіссеранів параметр щодо Юпітера — 3,602.